# Cloudflare
Cloudflare – amerykańskie przedsiębiorstwo informatyczne, będące dostawcą m.in. usług dostarczania treści w internecie (Content Delivery Network), serwerów nazw (Domain Name System) oraz serweru czasu (NTP).

## Historia
Cloudflare została założona w roku 2009 przez Matthew Prince’a, Lee Hollowaya oraz Michelle Zatlyn.
Oficjalne uruchomienie nastąpiło we wrześniu 2010 roku podczas konferencji TechCrunch Disrupt. Cloudflare przyciągnęło uwagę mediów w czerwcu 2011 roku, po tym jak zajęli się poprawą bezpieczeństwa witryny LulzSec.
W październiku 2011 roku firma uzyskała tytuł najbardziej innowacyjnej firmy z branży IT („Most Innovative Network & Internet Technology Company of 2011”) przyznany przez The Wall Street Journal. Światowe Forum Ekonomiczne w swoim raporcie Technology Pioneers 2012 odnotowało algorytmy używane przez Cloudflare oraz zdolność do adaptacji jako warte uznania.
Cloudflare przejęło firmy świadczące usługi internetowe i zajmujące się bezpieczeństwem, w tym StopTheHacker (luty 2014), CryptoSeal (czerwiec 2014), Eager Platform Co. (grudzień 2016), Neumob (listopad 2017), S2 Systems (styczeń 2020), Linc (grudzień 2020), Zaraz (grudzień 2021), Vectrix (luty 2022) i Area 1 Security (luty 2022).

## Usługi
Cloudflare oferuje zarówno bezpłatne jak i płatne wersje swoich usług. Cloudflare korzysta ze zmodyfikowanej wersji Nginx. Obsługuje protokoły internetowe, w tym SPDY i HTTP/2, QUIC oraz obsługę HTTP/2 Server Push. W 2018 r. Cloudflare uruchomiło darmową usługę DNS 1.1.1.1. Od 2023 r. Cloudflare obsługuje średnio 45 milionów żądań HTTP na sekundę.  Posiada serwery w 285 centrach danych na całym świecie.